# Yves Kreins
Yves Kreins (Sankt Vith, 18 juni 1952) is een Belgisch emeritus rechter. Van 2014 tot 2017 was hij eerste voorzitter van de Raad van State.

## Biografie
Yves Kreins studeerde rechten aan de Universiteit van Luik en in Trier in Duitsland. Hij werd in 1991 benoemd tot staatsraad. Van 2014 tot 2017 was hij eerste voorzitter van de Raad. Hij volgde Robert Andersen op en werd zelf door Roger Stevens opgevolgd.
Sinds 1991 is hij bestuurder van concertzaal De Munt en sinds 1997 is hij lector aan de rechtenfaculteit van de Universiteit Luik. Van 2000 tot 2013 was hij secretaris-generaal van de Vereniging van Raden van State en Hoogste Bestuursrechtelijke Rechtscolleges van de Europese Unie (ACA-Europe). Hij is tevens lid van het adviescomité van de Academy of European Law sinds 2015, rechter bij de administratieve rechtbank van de Internationale Arbeidsorganisatie sinds juli 2017 en hoofd van de vertegenwoordiging van de Duitstalige Gemeenschap in Brussel sinds oktober 2017.
Hij is Ridder Grootkruis in de Kroonorde.